# رنگین‌کمان (مانگا)
رنگین‌کمان: نیشا روکوبو نو شیچینین (ژاپنی: ＲＡＩＮＢＯＷ -二舎六房の七人 هپبورن: Reinbō Ni-sha roku bō no shichi-nin) یک مجموعه مانگا ژاپنی است از جورج آبه (نویسنده) و ماساسومی کاکیزاکی (طراح). این مجموعه توسط انتشارات شوگاکوکان از نوامبر ۲۰۰۲ تا ژوئیه ۲۰۰۸ در مجلهٔ سینن مانگای ویکلی یانگ ساندی به چاپ می‌رسید تا اینکه انتشار مجله در همان ماه متوقف شد؛ سپس ادامه چاپ مجموعه به ویکلی بیگ کامیک اسپیریتس منتقل شد، جایی که از ژوئن ۲۰۰۹ الی ژانویه ۲۰۱۰ ادامه پیدا کرد و فصل‌های آن در بیست و دو جلد تانکوبون جمع‌آوری شد. داستان مجموعه در دهه ۱۹۵۰ (میلادی) روایت می‌شود و دربارهٔ شش بزهکار دوره اول متوسطه بین شانزده تا هفده سال است که به مدرسه تهذیب اخلاقی (اصلاح و تربیت) شونان فرستاده می‌شوند.
یک مجموعه تلویزیونی انیمه ۲۶ قسمتی نیز بر پایه نسخه مانگا به کارگردانی هیروشی کوجینا و توسط استودیو مدهاوس دستمایه اقتباس قرار گرفت که اولین قسمت آن ۶ آوریل ۲۰۱۰ در شبکهٔ نیپون تلویژن آغاز شد و تا ۲۹ سپتامبر ۲۰۱۰ ادامه داشت.
رنگین‌کمان در ۵۱امین مراسم جایزهٔ مانگای شوگاکوکان در سال ۲۰۰۵ جایزهٔ بخش کلی را برد.

## خلاصه داستان
در سال ۱۹۵۵، شش پسر که مرتکب جرم شده بودند، به دارالتأدیب ویژه شونان، بلوک ۲، سلول ۶ افتادند. داستان مجموعه زندگی این پسرها را در طول دوران حضورشان در کانون اصلاح و تربیت و سال‌های پس از ترک آن‌ها روایت می‌کند، و تأیید بر مبارزاتی دارد که طبقه پایین در جامعه ژاپن پس از جنگ با آن روبرو بود.
مانگا به چهار فصل داستانی تقسیم می‌شود: فصل اول در ۱۹۵۵-۱۹۵۶؛ فصل دوم در ۱۹۵۷-۱۹۵۸؛ فصل سوم در ۱۹۶۰-۱۹۶۴؛ و فصل چهارم در ۱۹۵۳-۵۵ و ۱۹۶۴-۱۹۶۸ اتفاق می‌افتد.